# Dolores Izquierdo Labrado
Dolores Izquierdo Labrado (San Juan de Aznalfarache, 26 de abril de 1955) es una poetisa y escritora española que reside en Palos de la Frontera (Huelva) desde que tenía diez años de edad.  En su obra A contramuerte la propia autora recoge unas pequeñas notas sobre su vida:

Nací en un pueblo, que no es éste, ni aquél en donde habito, y antes de yo tenerme, me fui desparramando en los caminos, de manera que creo que nunca me fui toda sino en todas las cosas. Me reconocieron algunos méritos literarios, y otros que no lo son. Hay cosas que sólo pueden ser reconocidas a través de los poros en donde emerge y fluye el eco transparente de la palabra viva. Amo la libertad y las cosas sencillas, y espero todavía la justicia y la paz. Cuando perdí a un amigo, se lo llevo la tierra. Las cosas negativas que hubiere contra mí, ya habrá quien las repita. Por eso aquí termino, que es muy breve la vida.

Su poesía es muy personal, basada en los eternos temas de la lírica, no se adscribe a níngún movimiento o estilo, aunque temporalmente se corresponde con la denominada "Generación de los Ochenta", de gran diversidad estética. Sus poemas han sido musicados e interpretados por algunos cantautores en España y Francia.

## Obra poética
Su producción literaria se ha centrado fundamentalmente en el mundo de la poesía:
- En 1982 publica Cuaderno de poemas, en colaboración con Abelardo Rodríguez, Diego Ropero Regidor y Ana Rodríguez Mora.[2]
- El quinto sol (Palos de la Frontera : Ayuntamiento, Casa de Cultura "Vicente Aleixandre", 1989). Carpeta con 12 cuadernillos con poemas de José Más Vallejo y Dolores Izquierdo Labrado; ilustraciones, Javier Berrio, Faustino Rodríguez; prólogo, José Mora Galiana.[3]
- A contramuerte (Huelva : La Noches del 1900, 1992). Col. “Las noches del 1900.[1]
- Te dije que vendría (Huelva : Diputación Provincial, 1993). Col. “Ora poética".[4]
- La libertad: 30 de julio de 1932 (Huelva : Diputación Provincial, 1998). Col. “Hojas de Zenobia ; 18”.[5]
- I Encuentro de Poetas y Escritores del Entorno de Doñana, Fundación Odón Betanzos Palacios y Diputación Provincial de Huelva, 1996.[6]
- II Encuentro de Poetas y Escritores del Entorno de Doñana, Fundación Odón Betanzos Palacios y Diputación Provincial de Huelva, 1998.[7]

## Antologías
- Antología de Poetas Onubenses, Instituto de Estudios Onubenses Padre Marchena, Huelva, 1974).[8]
- Un ligero viento recorre la marisma : antología poética de Huelva (Barcelona : Edibook Matgal, 1978).[9]
- Antología breve de poetas andaluces : homenaje a Juan Ramón Jiménez, (Moguer, Huelva : Ayuntamiento, 1982). Selección y prólogo de Diego Ropero Regidor.[10]
- Huelva en la poesía, Junta de Andalucía, Sevilla, 1986.[11]

## Premios
- 1977 - Premio Nacional de Poesía de Don Benito (Badajoz)
- 1977 - Finalista del Cervantes de Alcázar de San Juan (Ciudad Real)
- 1984 – Primer premio de prosa en el I Certamen Literario “Monturrio” (Moguer)
- 1985 – Comparte el Primer premio de Poesía en el II Certamen Literario “Monturrio” con Pilar Covarsí Castro y José Manuel de Lara Ródenas (Moguer)

## Fragmento de su obra
Detrás del Horizonte
Se queda el corazón,
La ternura, el amor,
Las horas compartidas,
Las manos solas...
Esforzadas y ausentes,
La soledad valiente,
La Esperanza en los ojos
Mirando la mar siempre...
Detrás del horizonte
Se queda una  Mujer.